# ادر کاربونرا

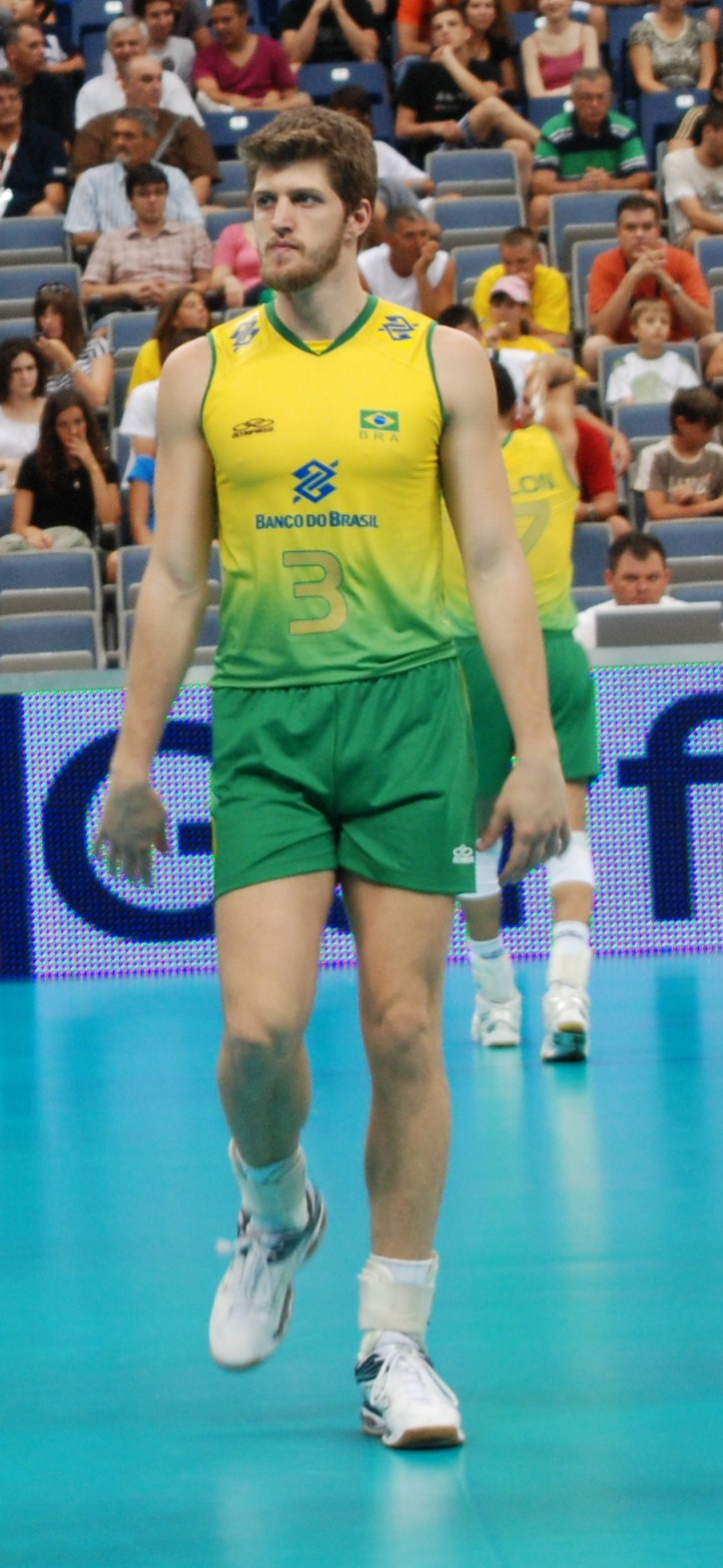
کاربونرا ۲۰۱۰

ادر فرانسیس کاربونرا (به پرتغالی: Éder Francis Carbonera) (زاده ۱۴ فوریه ۱۹۹۲) بازیکن والیبال اهل برزیل عضو تیم ملی والیبال برزیل و سادا کروزیرو است.
فونتلس به همراه تیم ملی برزیل به قهرمانی لیگ جهانی ۲۰۱۳ و مدال طلا المپیک ۲۰۱۶ ریو رسید.